# Delphine (label)
Pour les articles homonymes, voir Delphine.
Delphine ou Delphine Productions (Delphine Records à l'étranger)  est un label discographique français créé en 1974 par Paul de Senneville et Olivier Toussaint.

## Historique
En 1974, Paul de Senneville, alors directeur général de la maison de disques Disc AZ, s'associe avec son collaborateur de longue date, l'auteur-compositeur et arrangeur Olivier Toussaint, pour fonder Delphine Productions (du nom de sa fille aînée) pour promouvoir leurs compositions.
En 1975, la bande originale du film Un linceul n'a pas de poches de Jean-Pierre Mocky connaît un succès fulgurant : le thème principal, Dolannes mélodie, est vendu à 12 millions d'exemplaires. L'année suivante, ils composent Ballade pour Adeline qu'ils confient à un jeune pianiste accompagnateur alors inconnu, Richard Clayderman. Le titre devient un succès mondial, avec 22 millions de singles vendus dans 65 pays. Parmi les arrangeurs qui travaillent sur les albums qui suivent, on peut citer Gérard Salesses, Hervé Roy, Bruno Ribera et Jean Baudlot.
Toujours en 1976, ils enregistrent avec leur groupe Pop Concerto Orchestra la chanson Eden Is a Magic World, qui se classe en tête des ventes à l'été 1982 avec plus d'un million d'exemplaires, après avoir servi pour une publicité Telefunken. Après la sortie de plusieurs 45 tours qui ne rencontrent pas le même succès, le groupe se dissout en 1985.
En 1988, Senneville crée une société de jeux vidéo, Delphine Software qui connaîtra, avec l'aide de Paul Cuisset, plusieurs succès dont notamment Another World, Flashback ou Moto Racer. Il finance ensuite un studio du nom de son autre fille, Adeline Software International, créé par d'anciens membres d'Infogrames.
L'activité de Delphine Productions se limite à présent à l'exploitation dans le monde de son catalogue de 1 800 titres et à la gestion des concerts de Richard Clayderman.

## Artistes du label
- Jean-Claude Borelly

- Richard Clayderman
- Nicolas de Angelis
- Anarchic System
- Pop Concerto Orchestra
- Ocarina